# Ленокс Луис
Ленокс Клаудијус Луис (енгл. Lennox Claudius Lewis, Вест Хам, Лондон, 2. септембар 1965) је бивши боксер и најскорији неприкосновени светски шампион у тешкој категорији. Има држављанства Велике Британије и Канаде. Као аматер је освојио злато представљајући Канаду на олимпијским играма 1988. победивши будућег шампиона у тешкој категорији Ридика Бовеа у финалу.
Луис је постао професионалац 1989, добивши 21 борбу. Године 1992. је нокаутирао Донована Рудока чиме је заузео позицију број један у WBC категорији а 1993. је проглашен за шампиона у тешкој категорији. Луис је изгубио титулу од Оливера Мекола 1994. али га је победио у реваншу када је поново освојио титулу 1997. Луис је наставио да брани титулу 4 пута, постајући Линеал шампион након што је победио Шенона Бригса нокаутом 1998. Постао је неприкосновени шампион након што је победио Евандера Холифиелда у новембру 1999. После победе над Мајком Тајсоном нокаутом 2002. и заустављања Виталија Кличка 2003, Ленокс Луис се повукао из бокса 2004.
Током своје професионалне каријере, Луис је претрпео 2 пораза и за оба се реванширао нокаутом. Освојио је титулу у тешкој категорији 3 пута.
Луис је висок 196 cm, а распон руку му је 213 cm. Током своје боксерске каријере био је тежак 113 kg.

## Детињство
Луис је рођен 2. септембра 1965, у Вест Хему, у Енглеској. На рођењу је био тежак 4,6 kg, и име Ленокс је добио од доктора који је рекао да изгледа као Ленокс. Луис се преселио у Канаду 1977. са 12 година. Током средње школе, коју је похађао у Киченеру, Онтарио, био је одличан фудбалер и кошаркаш.

## Аматерска каријера
Луис је на крају одлучио да је његов омиљени спорт бокс. Постао је доминантан аматерски боксер и освојио је појас јуниорског светског аматерског првенства 1983.
Са 18 година Луис је представљао Канаду у супер тешкој категорији на летњим олимпијским играма 1984. у Лос Анђелесу. Он се пласирао у четвртфинале где је изгубио одлуком судије од американца Тирела Бигса.
Луис је одлучио да се не бави професионално боксом након Олимпијаде, и уместо тога борио се још 4 године као аматер у нади да ће на следећим Олимпијским играма да освоји златну медаљу. Након освајања неколико аматерских титула током ових година, отпутовао је у Јужну Кореју на олимпијске игре где је постигао свој циљ. У мечу за златну медаљу Луис је поразио будућег светског шампиона Ридика Бовеа у другој рунди техничким нокаутом.

## Професионална бокс каријера
Пошто је постигао тај циљ, Луис је прогласио себе професионалним боксером и преселио се назад у Енглеску. Он тврди да је себе увек сматрао Британцем, али многи британски фанови га сматрају као „Канађанин у срцу а Британац из користи“, као што је тренирао само у Канади и Сједињеним Америчким Државама, али је и пола свог живота провео у Јужној Америци.
Луис је потписао за боксерског промотера Френка Малонија. Након што је потписао за Main Event освојио је Европску титулу у тешкој категорији крајем 1990. против Француза Жана Мориса. У његовој следећој борби у марту 1991, Луис је освојио титулу против непораженог Герија Масона, затим је освојио титулу Комонвелта у априлу 1992. против Дерек Вилијамса.
До тог времена, Луис је био међу најбољих 5 тешкаша у свету. Током овог периода победио је бившег шампиона у тешкој категорији Мајка Вивера, бивше светске шампионе носиоце појаса Глена Мекрорија и Освалда Осасија, као и Левија Билупса.

## Приватни живот
Након што се повукао из бокса, Луис се преселио у Мајами Бич са својом женом Вајолетом Чанг, бивша пратиља Мис Јамајке. Имају ћерку по имену Линг (рођена 2004), сина Лендона (рођен 2006) и 2009. су добили ћерку. Подржава Енглески фудбалски тим Вест Хем Јунајтед, локални тим из места где је рођен.
Луис је страствени аматерски шахиста.

## Професионални рекорд у боксу
| 41 Победа (32 нокаута), 2 Пораза, 1 Нерешен |        |                   |                        |              |            |
| Резултат                                    | Рекорд | Противник         | Тип                    | Рунда, Време | Датум      |
| Победа                                      | 41–2–1 | Виталиј Кличко    | Технички нокаут        | 6 (12), 3:00 | 2003-06-21 |
| Победа                                      | 40–2–1 | Мајк Тајсон       | Нокаут                 | 8 (12), 2:25 | 2002-06-08 |
| Победа                                      | 39–2–1 | Хасим Раман       | Нокаут                 | 4 (12), 1:29 | 2001-11-17 |
| Пораз                                       | 38–2–1 | Хасим Раман       | Нокаут                 | 5 (12), 2:32 | 2001-04-22 |
| Победа                                      | 38–1–1 | Дејвид Туа        | Једногласна одлука     | 12           | 2000-11-11 |
| Победа                                      | 37–1–1 | Франсоа Бота      | Технички нокаут        | 2 (12), 2:39 | 2000-07-15 |
| Победа                                      | 36–1–1 | Мајкл Грант       | Нокаут                 | 2 (12), 2:53 | 2000-04-29 |
| Победа                                      | 35–1–1 | Евандер Холифиелд | Једногласна одлука     | 12           | 1999-11-13 |
| Нерешено                                    | 34–1–1 | Евандер Холифиелд | Одлука судије нерешено | 12           | 1999-03-13 |
| Победа                                      | 34–1   | Жељко Мавровић    | Једногласна одлука     | 12           | 1998-09-26 |
| Победа                                      | 33–1   | Шенон Бригс       | Технички нокаут        | 5 (12), 1:45 | 1998-03-28 |
| Победа                                      | 32–1   | Ендру Голота      | Нокаут                 | 1 (12), 1:35 | 1997-10-04 |
| Победа                                      | 31–1   | Хенри Акинвенд    | Дисквалификација       | 5 (12), 2:34 | 1997-07-12 |
| Победа                                      | 30–1   | Оливер Мекол      | Технички нокаут        | 5 (12), 0:55 | 1997-02-07 |
| Победа                                      | 29–1   | Реј Мерсер        | Одлука већине          | 10           | 1996-05-10 |
| Победа                                      | 28–1   | Томи Морисон      | Технички нокаут        | 6 (12), 1:22 | 1995-10-07 |
| Победа                                      | 27–1   | Џастин Фортун     | Технички нокаут        | 4 (10), 1:48 | 1995-07-02 |
| Победа                                      | 26–1   | Лајонел Батлер    | Технички нокаут        | 5 (12), 2:55 | 1995-05-13 |
| Пораз                                       | 25–1   | Оливер Мекол      | Технички нокаут        | 2 (12), 0:31 | 1994-09-24 |
| Победа                                      | 25–0   | Фил Џексон        | Технички нокаут        | 8 (12), 1:35 | 1994-05-06 |
| Победа                                      | 24–0   | Френк Бруно       | Технички нокаут        | 7 (12), 1:12 | 1993-10-01 |
| Победа                                      | 23–0   | Тони Такер        | Једногласна одлука     | 12           | 1993-05-08 |
| Победа                                      | 22–0   | Донован Рудок     | Технички нокаут        | 2 (12), 0:46 | 1992-10-31 |
| Победа                                      | 21–0   | Мајк Диксон       | Технички нокаут        | 4 (10), 1:02 | 1992-08-11 |
| Победа                                      | 20–0   | Дерек Вилијамс    | Технички нокаут        | 3 (12), ?    | 1992-04-30 |
| Победа                                      | 19–0   | Леви Билупс       | Једногласна одлука     | 10           | 1992-02-01 |
| Победа                                      | 18–0   | Тирел Бигс        | Технички нокаут        | 3 (10), 2:47 | 1991-11-23 |
| Победа                                      | 17–0   | Глен Мекрори      | Нокаут                 | 2 (12), 1:30 | 1991-09-30 |
| Победа                                      | 16–0   | Мајк Вивер        | Нокаут                 | 6 (10), 1:05 | 1991-07-12 |
| Победа                                      | 15–0   | Гери Масон        | Технички нокаут        | 7 (12), 0:44 | 1991-03-06 |
| Победа                                      | 14–0   | Жан Шанет         | Технички нокаут        | 6 (12), 0:16 | 1990-10-31 |
| Победа                                      | 13–0   | Мајк Аси          | Нокаут                 | 2 (10), 1:34 | 1990-07-11 |
| Победа                                      | 12–0   | Оси Осасио        | Једногласна одлука     | 8            | 1990-06-27 |
| Победа                                      | 11–0   | Ден Марфи         | Технички нокаут        | 6 (8), ?     | 1990-05-20 |
| Победа                                      | 10–0   | Џорџ Даскола      | Нокаут                 | 1 (8), 2:59  | 1990-05-09 |
| Победа                                      | 9–0    | Мајкл Симувелу    | Технички нокаут        | 1 (8), 0:58  | 1990-04-14 |
| Победа                                      | 8–0    | Келвин Џоунс      | Нокаут                 | 1 (8), 2:34  | 1990-03-22 |
| Победа                                      | 7–0    | Ноел Куарлес      | Технички нокаут        | 2 (6), 1:25  | 1990-01-31 |
| Победа                                      | 6–0    | Грег Горел        | Технички нокаут        | 5 (8), 0:51  | 1989-12-18 |
| Победа                                      | 5–0    | Мелвин Епс        | Дисквалификација       | 2 (6), 0:30  | 1989-11-05 |
| Победа                                      | 4–0    | Стив Гарбер       | Нокаут                 | 1 (6), ?     | 1989-10-10 |
| Победа                                      | 3–0    | Ендру Џерард      | Технички нокаут        | 4 (6), 0:33  | 1989-09-25 |
| Победа                                      | 2–0    | Брус Џонсон       | Технички нокаут        | 2 (6), ?     | 1989-07-21 |
| Победа                                      | 1–0    | Ел Малколм        | Нокаут                 | 2 (6), 0:19  | 1989-06-27 |